# La vie est un long fleuve tranquille
La vie est un long fleuve tranquille is een Franse film van Étienne Chatiliez die werd uitgebracht in 1988.
In 1988 was deze debuutfilm van Chatiliez de op twee films na populairste Franse film in Frankrijk. De film vormde ook het startschot van de carrière van Benoît Magimel die zou uitgroeien tot een van de meest populaire acteurs van zijn generatie. 
De film had een durende culturele invloed. 'Groseille', de naam van een van de afgebeelde families, werd een populair synoniem voor proletariër in het Frans. Ook bepaalde dialogen als 'C'est mardi, c'est raviolis' (Het is dinsdag dus is het ravioli) bleven in het Franse collectieve geheugen.

## Samenvatting
Twee kroostrijke gezinnen wonen in een stadje in het noorden van Frankrijk. De welstellende Le Quesnoy's leiden een ordentelijk, burgerlijk en vroom leven. De chaotische en veel minder fortuinlijke Groseille's wonen in een H.L.M. en vormen in alles het tegendeel: de vader is werkloos, de moeder drinkt en de kinderen zorgen voor het inkomen door onder meer kleine diefstallen te plegen. De twee families leiden hun eigen leven en zouden elkaar normaliter nooit kunnen ontmoeten.
Josette is de ongetrouwde en trouwe verpleegster van de gynaecoloog Mavial. Ze heeft een verhouding met hem en ze hoopt dat hij op een dag bij zijn echtgenote zal weggaan. Wanneer mevrouw Mavial jaren later overlijdt zegt Mavial doodleuk aan Josette dat hij haar nooit zal kunnen vervangen. Josette die haar taak altijd met veel toewijding heeft uitgevoerd, is zo verbijsterd en van streek door het antwoord van haar minnaar dat ze wraak neemt op hem door twee borelingen met elkaar te verwisselen. 
Twaalf jaar later beslist Josette de waarheid aan het licht te brengen. Ze brengt de families Le Quesnoy en Groseille met een brief op de hoogte van de verwisseling: Momo Groseille blijkt Maurice Le Quesnoy te zijn en Bernadette Le Quesnoy hoort eigenlijk thuis bij de familie Groseille.

## Rolverdeling
| Acteur               | Personage                                    |
| -------------------- | -------------------------------------------- |
| Benoît Magimel       | Momo Groseille / Maurice Le Quesnoy          |
| Hélène Vincent       | mevrouw Marielle Le Quesnoy                  |
| André Wilms          | meneer Jean Le Quesnoy                       |
| Valérie Lalande      | Bernadette Le Quesnoy / Bernadette Groseille |
| Tara Römer           | Million Groseille                            |
| Jérôme Floch         | Toc-Toc Groseille                            |
| Sylvie Cubertafon    | Ghislaine Groseille                          |
| Emmanuel Cendrier    | Pierre Le Quesnoy                            |
| Guillaume Hacquebart | Paul Le Quesnoy                              |
| Jean-Brice Van Keer  | Mathieu Le Quesnoy                           |
| Praline Le Moult     | Emmanuelle Le Quesnoy                        |
| Axel Vicart          | Franck                                       |
| Claire Prévost       | Roselyne Groseille                           |
| Christine Pignet     | mevrouw Groseille                            |
| Maurice Mons         | meneer Groseille                             |
| Daniel Gélin         | dokter Mavial                                |
| Catherine Hiegel     | Josette                                      |
| Catherine Jacob      | Marie-Thérèse                                |
| Patrick Bouchitey    | pastoor Aubergé                              |